# Radio Wolna Polska
Radio Wolna Polska – radio niezależne, emitujące audycje w czasie strajku w Hucie im. Włodzimierza Lenina w Krakowie po wprowadzeniu stanu wojennego.
Inicjatorem powstania radia był student fizyki na Uniwersytecie Jagiellońskim Stanisław Tyczyński. Pierwsza audycja została wyemitowania 14 grudnia 1981 roku wieczorem. Do pacyfikacji Huty z 16 grudnia 1981 roku wyemitowano 6-7 audycji. Były to programy informacyjne i muzyka patriotyczna. Audycje były słyszalne w promieniu 5 km od Huty. Nadawano je na falach UKF na częstotliwości 65,5 MHz. Nadajnik radiowy przetrwał pacyfikację Huty i w 1982 roku był wykorzystywany do emisji audycji Radia Wolna Nowa Huta.